# The Mad Whirl
The Mad Whirl és una pel·lícula muda en blanc i negre estrenada l'u de març de 1925 i dirigida per William A. Seiter per a la Universal Pictures. La pel·lícula, que està basada en el conte "Here's How" de Richard Washburn Child inclòs dins del llibre Fresh Waters and Other Stories (1924) i va ser adaptada per Frederick i Fanny Hatton. Tracta sobre la relaxació de la moral juvenil que va tenir lloc durant els anys vint en l'època del jazz. El repartiment estava encapçalat per May McAvoy i Jack Mulhall.

## Argument
John i Myrtle Herrington és un matrimoni ja una mica granat que els agrada el jazz i veure tot seguint el ritme de vida frenètic de Jack, el seu fill. Un dia Jack es troba amb Cathleen Davies, una amiga de la infància que acaba de tornar d'un internat i comença a anar-li al darrere. El pare de Cathleen, Martin Gillis, un home sever i molt religiós que dirigeix una gelateria, s'oposa a la relació i l'adverteix sobre el tren de vida que porta el noi. Cathleen és una filla obedient i de caràcter conservador però, malgrat els consells del seu pare, se sent atreta per Jack i intenta reformar-lo. Però Jack està acostumat a les contínues festes que els seus pares ofereixen, que pensen que és millor actuar com a amics del seu fill subministrant el whiskys i un lloc per celebrar festes que duren tota la nit. Tot i això, ell es compromet a renunciar a aquest estil de vida però ben aviat trenca la promesa. Ella li perdona les recaigudes, els dos se senten molt enamorats i s'acaben prometent en matrimoni. El pare de Cathleen visita els progenitors de Jack per retreure'ls amargament que amb la seva manera de fer estan malmetent la vida dels joves i intenta fer-los veure que cal dur una vida més sobria. Al principi, se senten ofesos del seu discurs però quan marxa, s'adonen de la bogeria de la seva manera de fer i decideixen actuar d'acord amb la seva edat.

## Repartiment
- May McAvoy (Cathleen Gillis)
- Jack Mulhall (Jack Herrington)
- Myrtle Stedman (Gladys Herrington)
- Barbara Bedford (Margie Taylor)
- Alec B. Francis (John Herrington)
- Ward Crane (Bert Kingsley)
- George Fawcett (Martin Gillis)
- Marie Astaire (Julia Carling)
- Joseph Singleton (Spivens)
- Rolfe Sedan (cuiner de la família Herrington)